# Arbeitskreis für Jugendliteratur
Der Arbeitskreis für Jugendliteratur e. V. (AKJ) wurde am 22. Januar 1955 als deutscher Dachverband der Kinder- und Jugendliteratur gegründet. Beteiligt waren das Bundesministerium des Innern und zahlreiche Verbände und Vertreter des Kinder- und Jugendbuches, u. a. Erich Kästner und Jella Lepman. Zu seinen Aufgaben gehören die Organisation und Bekanntgabe des Deutschen Jugendliteraturpreises, Leseförderung und Orientierungshilfe zur Kinder- und Jugendliteratur in Form der Fachzeitschrift JuLit und weitere Publikationen. Außerdem ist er als deutsche Sektion des International Board on Books for Young People (IBBY) international tätig. Finanziell wird der Arbeitskreis vom Bundesministerium für Familie, Senioren, Frauen und Jugend gefördert.
Rund 60 Mitgliedsverbände aus den Bereichen Bibliothek, Bildung, Buchhandel/Verlag und Forschung und 270 natürliche Personen haben sich in diesem Netzwerk zusammengeschlossen. Ziel ist es, die Kinder- und Jugendliteratur und die literarästhetische Bildung von Kindern und Jugendlichen in Deutschland zu stärken. Der ehrenamtliche Vorstand wird von der Mitgliederversammlung für eine dreijährige Amtszeit gewählt und besteht aus fünf Personen. Die hauptamtliche Geschäftsstelle hat ihren Sitz in München.

## Deutscher Jugendliteraturpreis
Der Deutsche Jugendliteraturpreis wird vom Bundesministerium für Familie, Senioren, Frauen und Jugend gestiftet und ist mit insgesamt 72.000 Euro dotiert. Seit 1956 wird er jährlich für herausragende Werke der Kinder- und Jugendliteratur verliehen. Die Organisation von Preisfindung und Bekanntgabe liegt beim Arbeitskreis für Jugendliteratur.

## Leseförderung
Der Arbeitskreis für Jugendliteratur veranstaltet Seminare für Multiplikatoren und unterstützt Maßnahmen der Leseförderung mit den Büchern des Deutschen Jugendliteraturpreises. Im Rahmen des Förderprogramms „Kultur macht stark“ des Bundesministeriums für Bildung und Forschung startete der Arbeitskreises für Jugendliteratur 2013 die Initiative „Literanauten überall“. Lesebegeisterte Jugendliche, die „Literanauten“, entwickeln deutschlandweit eigene Buchprojekte und Literaturevents, um Gleichaltrige, die bisher keinen Zugang zu Literatur hatten, fürs Lesen zu begeistern. Die Initiative endete im Dezember 2017 nach fünfjähriger Laufzeit. Das Programm startet 2021 in eine neue, bundesweite Runde. Gefördert wird es durch das Bundesministerium für Familie, Senioren, Frauen und Jugend und die Waldemar Bonsels Stiftung.

## Autoren- und Übersetzungsförderung
Der Deutsche Literaturfonds vergibt zusammen mit dem Arbeitskreis für Jugendliteratur seit 2010 jährlich die Kranichsteiner Jugendliteratur-Stipendien an zwei deutschsprachige Nachwuchsautoren. Ab 2021 wurde die Anzahl der Stipendien erhöht. Analog zu den zwei Jugendliteratur-Stipendien wurden zwei zusätzliche Kinderliteratur-Stipendien etabliert. Alle Stipendien sind von sechsmonatiger Dauer und mit jeweils 18.000 Euro (2010–2020: 12.000 Euro) dotiert. Jährlich stehen somit 72.000 Euro für die Förderung deutschsprachiger Autorinnen und Autoren zur Verfügung. Seit 2010 veranstaltet der Arbeitskreis für Jugendliteratur jährlich die internationale Übersetzerwerkstatt „Kein Kinderspiel!“. Diese wendet sich an professionell arbeitende Übersetzerinnen und Übersetzer aus aller Welt, die Kinder- und Jugendliteratur aus dem Deutschen in ihre jeweilige Muttersprache übertragen. Ziel ist es mittelfristig, das Übersetzungsvolumen deutschsprachiger Kinder- und Jugendliteratur, insbesondere in „kleinere Sprachen“, zu steigern.

## Internationale Arbeit
Seit seiner Gründung ist der Arbeitskreis für Jugendliteratur die deutsche Sektion des International Board on Books for Young People (IBBY). Diesem Netzwerk geht es darum, Kindern weltweit den Zugang zu Büchern und Bildung zu ermöglichen, die Kinder- und Jugendliteratur zu fördern und die Forschung hierzu anzuregen. Der Arbeitskreis für Jugendliteratur vertritt in diesem Rahmen die Belange der deutschen Kinder- und Jugendliteratur bei internationalen Kongressen und Wettbewerben, Messen und Ausstellungen.

## Orientierungshilfe zur Kinder- und Jugendliteratur
Seit über 30 Jahren gibt der Arbeitskreis für Jugendliteratur die vierteljährlich erscheinende Fachzeitschrift JuLit heraus, die sich an Förderer und Vermittler der Kinder- und Jugendliteratur wendet. Jedes Heft bietet einen Themenschwerpunkt zu Trends und Fragestellungen der zeitgenössischen Kinder- und Jugendliteratur mit Raum für unterschiedliche Positionen und Forschungsrichtungen. Auch die bundesweit angebotenen Seminare und Symposien des Arbeitskreises für Jugendliteratur behandeln aktuelle Entwicklungen der Kinder- und Jugendliteratur und Möglichkeiten der Literaturvermittlung.
Orientierungshilfe auf dem schwer überschaubaren Markt der Kinderliteratur bietet der jährlich erscheinende Katalog zu den nominierten Büchern des Deutschen Jugendliteraturpreises. Für die Arbeit mit den Preisbüchern stehen kreative Vermittlungskonzepte auf der Homepage des Arbeitskreises für Jugendliteratur zum Download bereit.

## Liste der Mitglieder (Auswahl)
- Akademie für Leseförderung Niedersachsen
- Arbeitsgemeinschaft für Kinder- und Jugendhilfe
- Arbeitsgemeinschaft Jugendliteratur und Medien, AJuM
- Bayerischer Lehrer- und Lehrerinnenverband
- Bilderbuchmuseum der Stadt Troisdorf
- Börsenverein des Deutschen Buchhandels, Literatur- und Leseförderung
- Borromäusverein
- Bundesverband Leseförderung e. V.
- Deutsche Akademie für Kinder- und Jugendliteratur
- Deutsche Bischofskonferenz, Bereich Kirche und Gesellschaft, Referat Print und Medientheologie
- Deutsche Blindenstudienanstalt
- Deutscher Ärztinnenbund
- Deutscher Bibliotheksverband
- Deutscher Philologenverband
- Deutscher Taschenbuch Verlag, Bereich dtv junior
- Leibniz-Institut für Bildungsforschung und Bildungsinformation
- ekz.bibliotheksservice, Einkaufszentrale öffentlicher Bibliotheken
- Europäische Märchengesellschaft
- Evangelisches Werk für Diakonie und Entwicklung, darin der „Bundesverband evangelischer Ausbildungsstätten für Sozialpädagogik.“
- Frankfurter Buchmesse
- Friedrich-Bödecker-Kreis, die Landesverbände Niedersachsen, NRW und Bayern
- Hamburger Kinderbuchhaus im Altonaer Museum
- Hugendubel Fachinformationen GmbH
- Hochschule Fulda, Studiengang „Frühkindliche inklusive Bildung“
- Illustratoren Organisation
- Internationale Jugendbibliothek
- Internationales Literaturfestival Berlin – Programmsparte Internationale KJL
- Johann Wolfgang Goethe-Universität, Institut für Jugendbuchforschung
- KinderundJugendmedien.de, Onlineportal zur Kinder- und Jugendmedienforschung
- Literaturhaus Rostock
- Maria-Ward-Schule
- Reprodukt Verlag
- Sankt Michaelsbund
- Stadt Aachen, Museumsdienst
- Städtische Bibliotheken Dresden, Projekt „Lesestark!“
- Stiftung Lesen
- Technische Universität Dresden, Institut für Erziehungswissenschaften
- Universität zu Köln, Arbeitsstelle für Leseforschung und Kinder- und Jugendmedien, ALEKI
- Verband Bildung und Erziehung
- Verband deutscher Schriftsteller, VS
- Verband deutschsprachiger Übersetzer literarischer und wissenschaftlicher Werke, VdÜ